# 红台乡
红台乡，是中华人民共和国甘肃省临夏回族自治州临夏县下辖的一个乡镇级行政单位。

## 行政区划
红台乡下辖以下地区：
红水沟村、拦坪村、卢家庄村、陈姚村、新城集村、马家沟村、王堡村、三大湾村、卜家台村和姚河村。